# Exploding head syndrome
Exploding head syndrome är ett tillstånd där den drabbade personen upplever ett starkt och skarpt ljud som från inuti huvudet. Ljudet beskrivs bland annat som en explosion, vågor mot en klippvägg, starka oljud, ett tvärt skrik, ringande ljud eller en elektrisk sprakande överladdning.
Oljudet upplevs vanligtvis inom en eller två timmar efter att den utsatta somnat, men det kan även upplevas i vaket tillstånd. Händelsen uppfattas ofta som extremt obehaglig och den utsatta individen kan uppleva ångest och rädsla samt förhöjd hjärtrytm efter en attack, men händelsen är i sig ofarlig. Attacken ackompanjeras ofta av att man kan se starka färger och geometriska mönster. Vissa upplever även att de får svårigheter att andas. I engelskan kallas tillståndet för "auditory sleep starts" och tros inte vara skadligt trots att det kan upplevas som obehagligt.

## Etiologi
Det finns olika teorier kring varför symtomen uppstår. En förklaring tänks vara att på samma sätt som att musklerna kan rycka till vid insomning kan även neuroner avfyras vilket resulterar i höga ljud eller blixtar beroende på i vilken hjärnregion avfyrningen sker. På senare tid har man även sett att symtomen har en högre prevalens hos personer som abrupt slutat ta SSRI-preparat eller bensodiazepiner. 